# Sistema Jangadeiro de Comunicação
O Sistema Jangadeiro de Comunicação, também promovido apenas como Sistema Jangadeiro e Jangadeiro, é um conglomerado de mídia brasileiro sediado em Fortaleza, capital do estado do Ceará, que controla veículos de radiodifusão e unidades de negócios para coberturas jornalísticas, esportivas e de entretenimento, além de auxiliar na organização e promoção de eventos.
O Sistema Jangadeiro foi criado em 1990, quando os irmãos empresários Assis Machado e Jaime Machado Filho e seu primo político Sérgio Machado, com o apoio do então governador do Ceará Tasso Jereissati, inauguraram a Jangadeiro FM e a TV Jangadeiro. Ao longo dos anos o grupo adentrou em ramos como os de transmissão via satélite, para distribuir os sinais de suas estações pelo interior do estado, operação de serviços de televisão por assinatura, telefonia fixa e banda larga sem fio e portais na Internet.

## Empresas
Em 2025 o Sistema Jangadeiro de Comunicação detém a propriedade das empresas e marcas abaixo.
Radiodifusão
- Rede Jangadeiro FM, liderada pela estação de Fortaleza e com filiais em outros sete municípios do estado do Ceará;
- TV Jangadeiro, estação comercial de Fortaleza afiliada ao Sistema Brasileiro de Televisão (SBT);
- Jangadeiro BandNews FM, estação de notícias de Fortaleza afiliada à BandNews FM;[a]
- NordesTV, estação comercial com outorga em Sobral e filial em Fortaleza.

Unidades de negócio
- Futebolês, para cobertura esportiva;
- Jornal Jangadeiro, para cobertura jornalística;
- Todo Mundo Ama (TMA), para o entretenimento.

As empresas e marcas a seguir não pertencem mais ao grupo ou foram descontinuadas.
- BPSJ, sociedade formada com o Beach Park, responsável por criar:[6]
  - Vós, projeto multimídia que englobou revista trimestral, portais na Internet e programas de rádio e televisão;
  - TVs e Bentivi, serviços de mídia digital out of home;
- Classijanga, aplicativo móvel para procura por imóveis, criado em parceria com a Imobusca;[7]
- Jangadeiro Online e Tribuna do Ceará, portais na Internet que antecederam o Jornal Jangadeiro;[7]
- Multiplay Telecom, prestadora de serviços triple play, anteriormente chamada de RTC e NET Fortaleza;[8][9]
- Rádio Progresso, estação comercial de Russas;[10]
- Rede Satélite, sistema de retransmissão de sinal aberto de televisão via satélite;[11]
- Supercabo, prestadora de serviços de telefonia e banda larga sem fio;[10][12]
- Vós Music, empresa de agenciamento de carreiras no audiovisual.[13]

## História
No fim da década de 1980 a família do então deputado federal pelo Ceará Expedito Machado recebeu duas outorgas para operar, na capital Fortaleza, a Jangadeiro FM e a TV Jangadeiro, afiliada à Rede Bandeirantes (Band), que entraram no ar respectivamente em 10 e 13 março de 1990.
O lançamento das estações foi uma iniciativa dos irmãos empresários Assis Machado, fundador e presidente da Construtora Mota Machado, e Jaime Machado Filho em conjunto com seu primo político Sérgio Machado, filho de Expedito — os três eram também membros de seu quadro societário. Os Machado tinham ligação política com Tasso Jereissati, governador do Ceará entre 1987 e 1991, em seu primeiro mandato, de modo que ele detém poder de decisão no Sistema Jangadeiro de Comunicação e seus familiares, como os filhos Joana e André, também se tornariam seus acionistas. Jaime ocupou a presidência do grupo, e permaneceu na sociedade e em seu conselho gestor até sua morte, em 2023.
Em janeiro de 1995 o grupo lançou a RTC, primeira operadora de televisão a cabo paga do Ceará, que em 2000 afiliou-se à NET, tornando-se NET Fortaleza. Em 2008 passou a ser uma prestadora de serviços triple play, combinando televisão por assinatura, telefonia fixa e banda larga sem fio. Tendo seu nome alterado para Multiplay Telecom em setembro de 2013, a empresa foi vendida em 2015 para o Grupo Acon.
Em dezembro de 1997 a TV Jangadeiro lançou o Rede Satélite, sistema com um canal via satélite exclusivo para o envio de seu sinal a antenas transmissoras de municípios cearenses, que substituiu o compartilhamento de estações repetidoras da Fundação de Teleducação do Ceará com a TV Ceará. Depois liderou a Rede Norte-Nordeste, integrada por onze estações de televisão dos estados do Norte e do Nordeste do Brasil, que produziam e exibiam projetos em parceria com a TV Jangadeiro. Em janeiro de 1999 a estação afiliou-se ao SBT. Por volta do início dos anos 2000 a Jangadeiro FM tornou-se líder de uma rede estadual via satélite, com suas primeiras estações inauguradas em Camocim, Brejo Santo e Quixadá.
Em abril de 2012 o Sistema Jangadeiro inaugurou a NordesTV, com sede em Sobral, no norte do Ceará, e uma filial em Fortaleza, que tornou-se afiliada ao SBT, enquanto a TV Jangadeiro voltou a retransmitir a Band. Em março de 2013 o grupo lançou o portal de notícias Tribuna do Ceará, em substituição ao Jangadeiro Online, criado em 2008; o nome foi utilizado por um jornal que circulou em Fortaleza entre 1957 e 2001 e teve seus direitos comprados pelo grupo em 2010. Também foi inaugurada na capital cearense a Tribuna BandNews FM, afiliada à BandNews FM, ocupando a frequência que até então transmitia a Beach Park FM.
Em agosto de 2015 a TV Jangadeiro e a NordesTV realizaram uma troca de afiliação, em que a primeira retornou ao SBT e a segunda tornou-se parceira da Band. No mesmo ano o Sistema Jangadeiro e o Beach Park formaram uma sociedade que criou a empresa BPSJ, responsável por lançar o Vós, projeto multimídia sobre histórias de pessoas e locais do Ceará com revista trimestral, portais na Internet e programas nas estações do grupo, e os serviços de mídia digital out of home TVs e Bentivi, respectivamente destinados para áreas residenciais e comerciais. Em 2018 foi criado o Futebolês, projeto de cobertura esportiva com programas e transmissões de partidas de futebol dos clubes cearenses na TV Jangadeiro e na Tribuna BandNews FM.
Em maio de 2020 a NordesTV teve suas atividades encerradas, e a Band passou a ser retransmitida por uma estação própria inaugurada em sequência. Em agosto o Sistema Jangadeiro passou por uma reformulação que integrou as equipes de seus veículos através de três unidades de negócios: além do Futebolês para o esporte, foram criados o Jornal Jangadeiro, título de um noticiário da TV Jangadeiro que substituiu o Tribuna do Ceará, e o Todo Mundo Ama, para o entretenimento, inspirado no slogan da Jangadeiro FM. Além disso, a Tribuna BandNews FM teve sua identificação alterada para Jangadeiro BandNews FM. Em abril de 2024 a NordesTV retornou ao ar.

## CEOs
A seguir, o histórico de CEOs do Sistema Jangadeiro de Comunicação.
- Chagas Vieira (junho de 2008–maio de 2011);
- Cyro Thomaz (junho de 2011–janeiro de 2025);
- Milton Turolla (janeiro de 2025–presente).